# Један добар дан
Један дан је српска телевизијска емисија која се од 22. маја 2023. године емитује на РТС 1.

## О емисији
Дневна емисија Забавног програма "Један дан" емитује се радним данима од 13:25 до 14:30 часова. Кроз различите сегменте емисије, гледаоци могу да се забаве али и да добију одговоре на многа важна питања. Гости емисије су познате личности из културног и јавног живота, као и стручњаци из различитих области.
У центру пажње "Једног доброг дана" су актуелне теме – водимо вас широм Србије, посећујемо културно-забавне и спортске догађаје, причамо о феноменима модерног доба, подсећамо вас на неке старе и предлажемо нове рецепте...Уз много добре музике, смеха и позитивне енергије учинићемо да сваки ваш дан постане добар!

## Водитељи
- Драгана Косјерина (2023-2024)
- Александар Стојановић (2023)
- Кристина Раденковић
- Стефан Поповић
- Ивана Миленковић (2023)
- Стефан Бендић (2023)
- Јелена Симић
- Марија Вељковић (2023-2024)
- Стефан Мрваљевић
- Милица Гацин

Стефан Бендић наставља да се појављује у емисији као новинар спортске редакције и извештава са спортских догађаја, иако више није водитељ емисије. Александар Стојановић је водио емисију у првом месецу приказивања до почетка летњег издања емисије. Од јесени, његов одлазак надоместила су друга ТВ лица.
Од марта 2024. године Драгана Косјерина и Марија Вељковић више нису водитељке ове емисије. Истовремено, водитељској екипи се придружује Стефан Мрваљевић који води емисију са Кристином Раденковић. Други водитељски пар чине Јелена Симић и Стефан Поповић, а Ивана Миленковић води емисију сама. Од маја 2024. године Стефан Мрваљевић се враћа на позицију репортера, а Стефан Поповић води емисију наизменично са Кристином Раденковић и Јеленом Симић. Истовремено, водитељској екипи се придружила Милица Гацин.
Од друге сезоне, трајање емисије је скраћено за пола сата, а Стефан Мрваљевић је поново један од водитеља емисије, овог пута са Јеленом Симић. Други водитељски пар чине Стефан Поповић и Кристина Раденковић, а Ивана Миленковић и Милица Гацин су такође део водитељског тима.
Крајем јануара 2025. године је промењен назив емисије у Један дан и трајање емисије је скраћено на 60 минута, а почетком фебруара 2025. на 45 минута. 

### Један добар дан на Ади
Током летњих месеци 2023. године емитовала се емисија са Аде из студија поред воде. Емисију су у том периоду водила многобројна ТВ лица, новинари и репортери РТС међу којима су Милица Гацин, Јелена Ђорђевић Поповић, Марија Поповић, као и Марија Вељковић и Јелена Симић које су се од јесени исте године придружиле сталној поставки водитеља ове емисије.

## Занимљивости
Емисија је дуго најављивана и исто толико припремана, а њено постојање је било оспоравано од стране дела управе РТС због чега је дошло до појачавања тензија међу тадашњом главном и одговорном уредницом Забавног програма Оливере Ковачевић и председника Управног одбора Бранислава Кланшчека.  Емисија је почела да се емитује три месеца након ових медијских наслова, у реновираном студију који се користи искључиво за потребе ове емисије.
Током преноса уживо 24. августа 2023. године са Аде Циганлије, сниматељ је доживео срчани удар. 
Емисија има и свој бенд под називом "Један добар бенд" који наступа у свакој емисији. Током лета, бенд мења диџеј.